# Municipio de Boyne Valley
El municipio de Boyne Valley (en inglés: Boyne Valley Township) es un municipio ubicado en el condado de Charlevoix en el estado estadounidense de Míchigan. En el año 2010 tenía una población de 1195 habitantes y una densidad poblacional de 13,01 personas por km².

## Geografía
El municipio de Boyne Valley se encuentra ubicado en las coordenadas 45°8′55″N 84°52′57″O / 45.14861, -84.88250. Según la Oficina del Censo de los Estados Unidos, el municipio tiene una superficie total de 91.83 km², de la cual 90,07 km² corresponden a tierra firme y (1,91 %) 1,75 km² es agua.

## Demografía
Según el censo de 2010, había 1195 personas residiendo en el municipio de Boyne Valley. La densidad de población era de 13,01 hab./km². De los 1195 habitantes, el municipio de Boyne Valley estaba compuesto por el 95,56 % blancos, el 0,25 % eran afroamericanos, el 1,84 % eran amerindios, el 0,25 % eran asiáticos y el 2,09 % eran de una mezcla de razas. Del total de la población el 1,42 % eran hispanos o latinos de cualquier raza.